# Kastellholmen

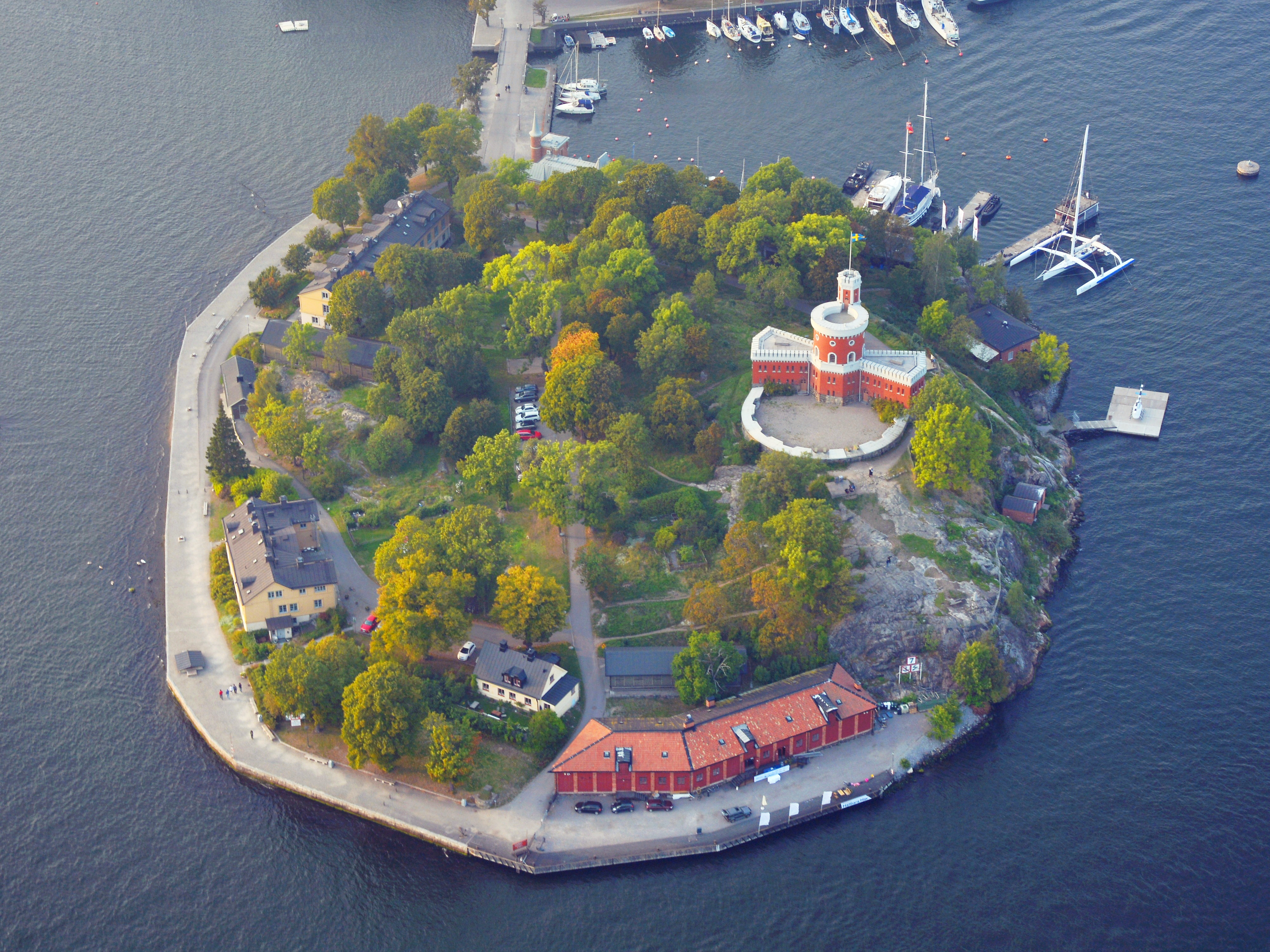
Kastellholmen sett från luften, september 2014.

Kastellholmen är en holme i centrala Stockholm och Saltsjön. Den tillhör stadsdelen Skeppsholmen med vilken den har broförbindelse via Kastellholmsbron. Ytan uppgår till 3,1 hektar. På holmen finns några bostadshus, magasinsbyggnader, en skridskopaviljong, samt Kastellet från 1848.
Kastellholmen förvaltas liksom Skeppsholmen sedan 1993 av Statens fastighetsverk som har i uppgift att bevara och utveckla området för framtiden. De två holmarna ingår i Kungliga Nationalstadsparken.

## Historia

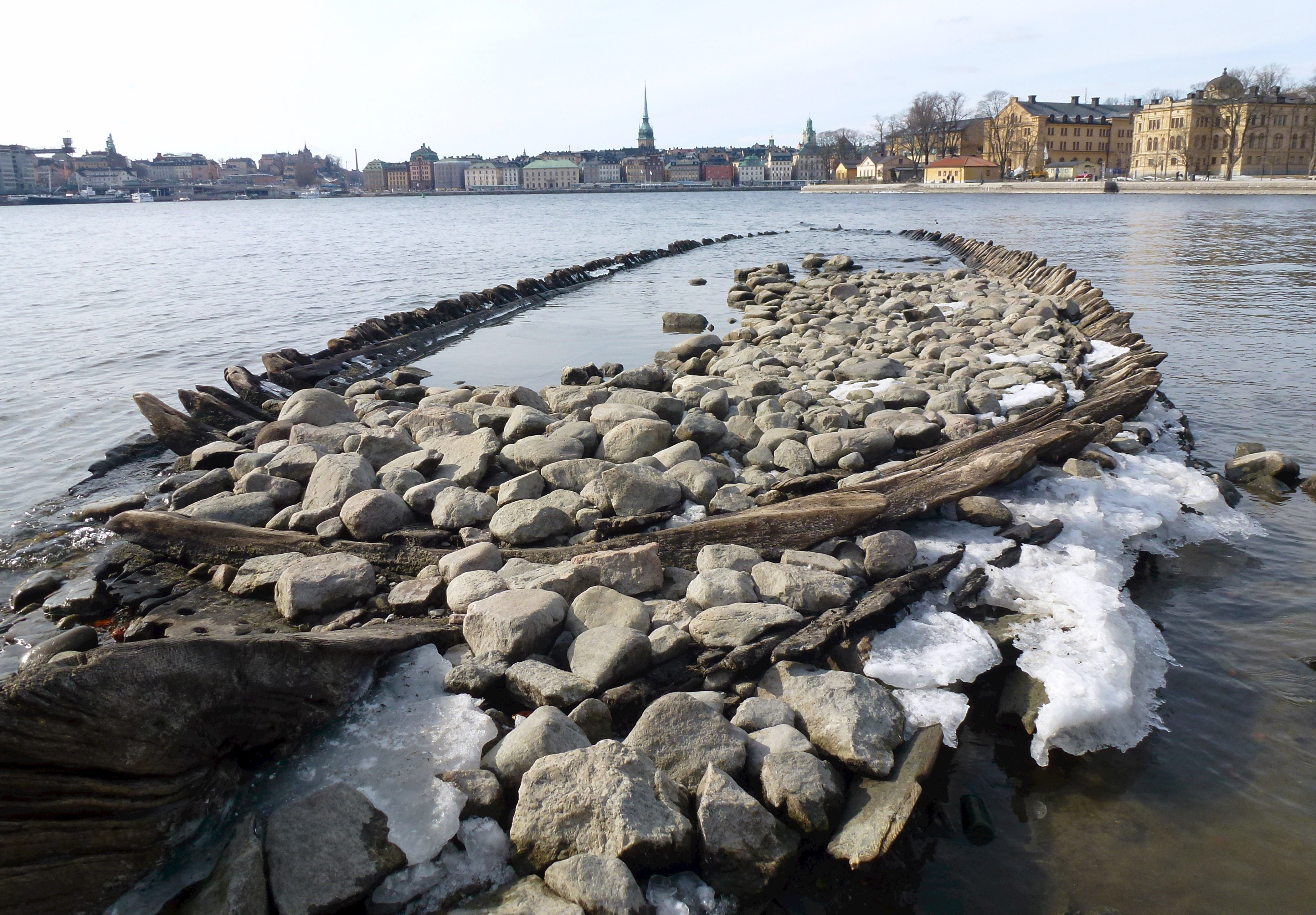
Örlogsfartyget vid Kastellholmen, mars 2013.

Det ursprungliga kastellet som på 1600-talet användes för ammunitionstillverkning och krutförråd exploderade 1845 och ersattes med det nuvarande Kastellet, ritat av arkitekten Fredrik Blom. Huset som är byggt i två våningar och av rött tegel, hade rum för officerare och vaktmanskap. Tornet med sitt ännu högre trapptorn är ett välkänt landmärke från sjösidan. Batteriet vid kastellets fot var utrustat med åtta stycken tolvpundiga kanoner. En krutkällare byggdes en bit därifrån.
Kastellholmen fungerade som en egen stadsdel 1905-1934. Den har också haft andra namn som Notholmen, Lilla Beckholmen och Skansholmen, men från 1720-talet har den fått heta Kastellholmen. Örlogsflaggan har vajat här sedan 1665 och anger att Sverige är i fred och att Stockholm inte är underkastad utländskt styre. 1990 beslöt dock Krigsmakten att flaggningen skulle upphöra, då man lämnat ön. Befälhavaren på kustkorvetten HMS Stockholm ogillade detta beslut, och på eget bevåg hissade dess fartygschef återigen örlogsflaggan på kastellet den 2 april 1990, samtidigt som fartyget sköt svensk lösen. Denna incident gjorde att Krigsmakten ändrade sitt beslut, och sedan den 6 juni 1990 hissas och halas örlogsflaggan återigen varje dag.
Enligt en arkeologisk inventering som utfördes av Statens fastighetsverk 2007 finns ett trettiotal skeppsvrak kring Skeppsholmen och Kastellholmen. Några av dem är inbyggda i kajanläggningar och i Kastellholmsbron. Ett vrak kan man se med blotta ögat vid lågt vattenstånd. Det ligger ett tiotal meter från Kastellholmens västra strand, nedanför Hantverksbostället. I mars 2013 syntes detta vrak ovanligt väl då vattenståndet i Saltsjön var särdeles lågt. Delar av vraket har också stuckit upp över ytan, bland annat i april 2009 och på 1940-talet. Marinarkeologer tror att det rör sig om vraket efter ett örlogsfartyg från 1600-talet. Det kan vara danska Grå ulven (Graa Ulv) som byggdes 1645 i Neustadt in Holstein och erövrades från danskarna i slaget vid Ebeltoftviken den 23 juli 1659.

## Byggnadsverk

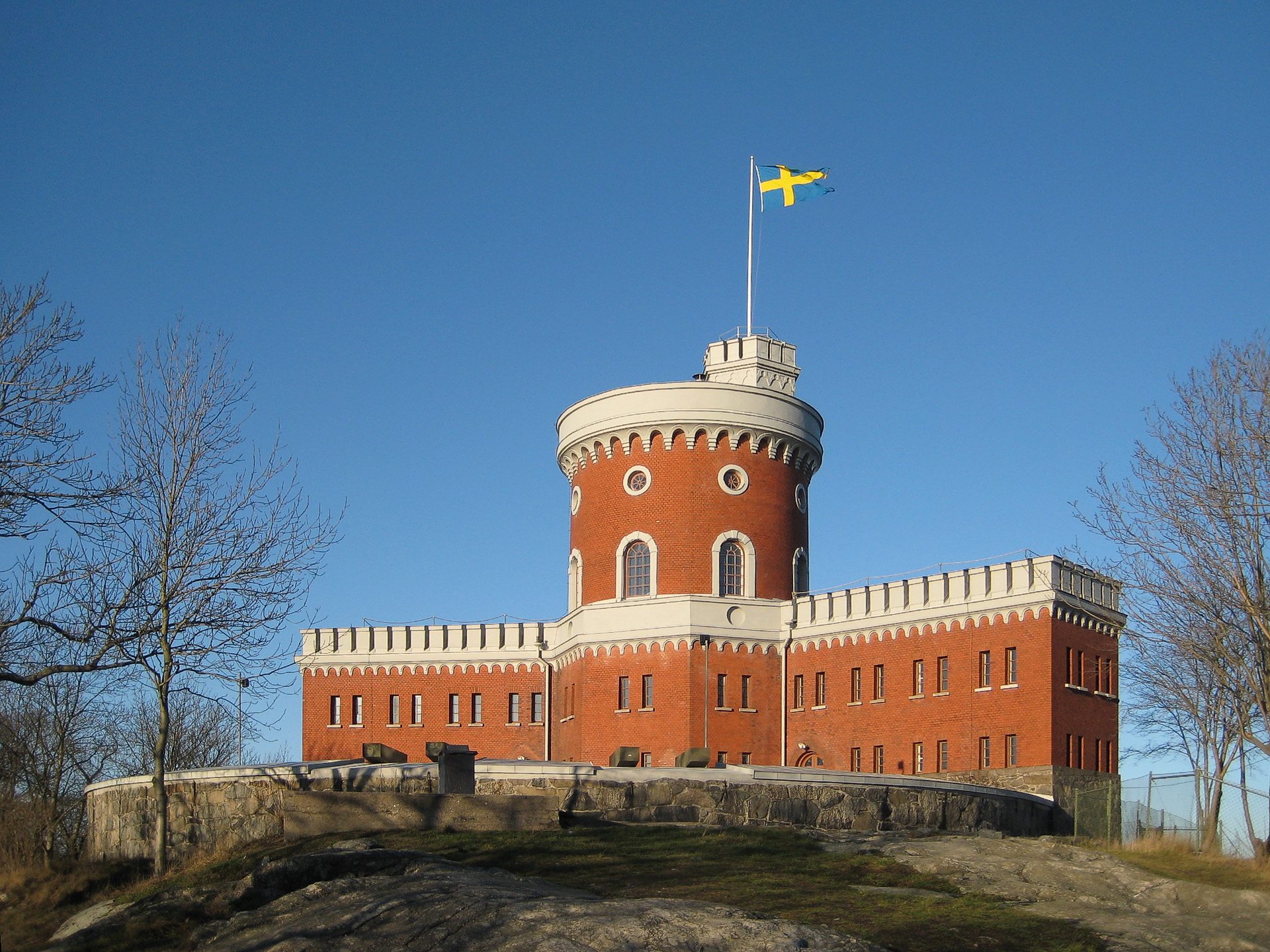
Kastellet på Kastellholmen.

Liksom på Skeppsholmen finns även på Kastellholmen några intressanta byggnadsverk som huvudsakligen ritades av flottans egna arkitekter. Mest iögonfallande är Kastellet formgivet av Fredrik Blom och Skridskopaviljongen. Längs västra stranden finns Hantverksbostället och Underofficersbostället; båda syns på långt håll över Saltsjön.
Byggnader i urval
I alfabetisk ordning
- Flaggkonstapelsbostället
- Hantverksbostället
- Kastellet
- Kolskjulet
- Skridskopaviljongen
- Underofficersbostället

## Bildgalleri

Kastellholmen
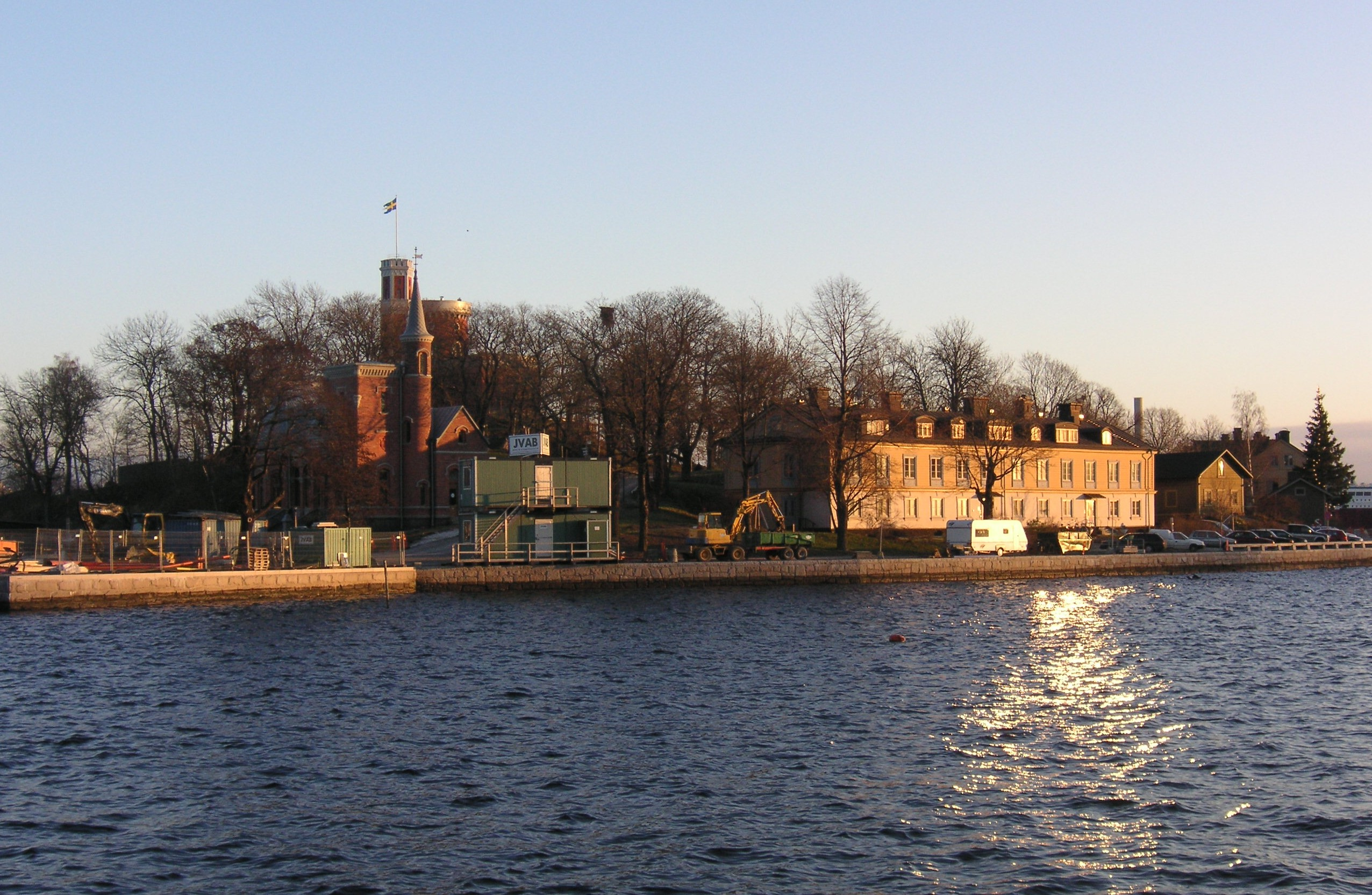
Hantverksboställets fönster speglar sig i Saltsjön, vy från Skeppsholmen.
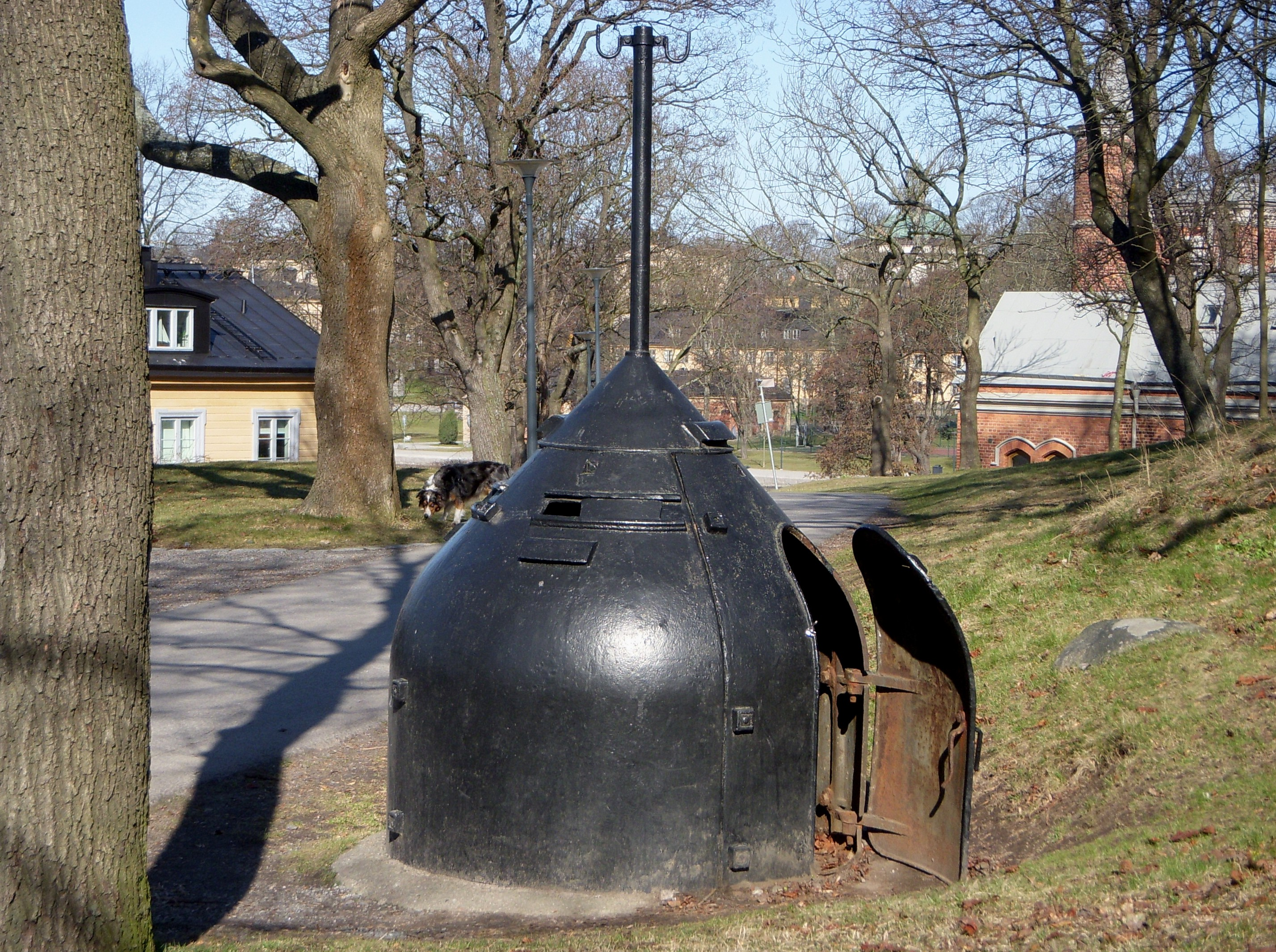
Ett av många enmansvärn påminner om den militära historiken.
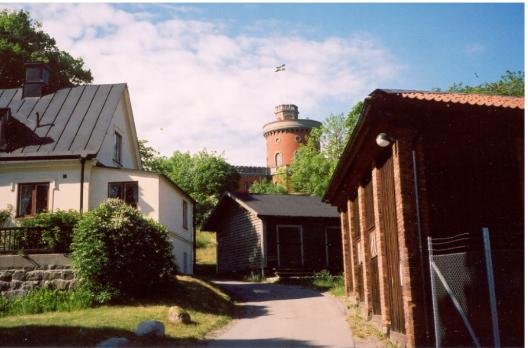
Flaggkonstapelsbostället, Kastellet och Kolskjulet till höger.
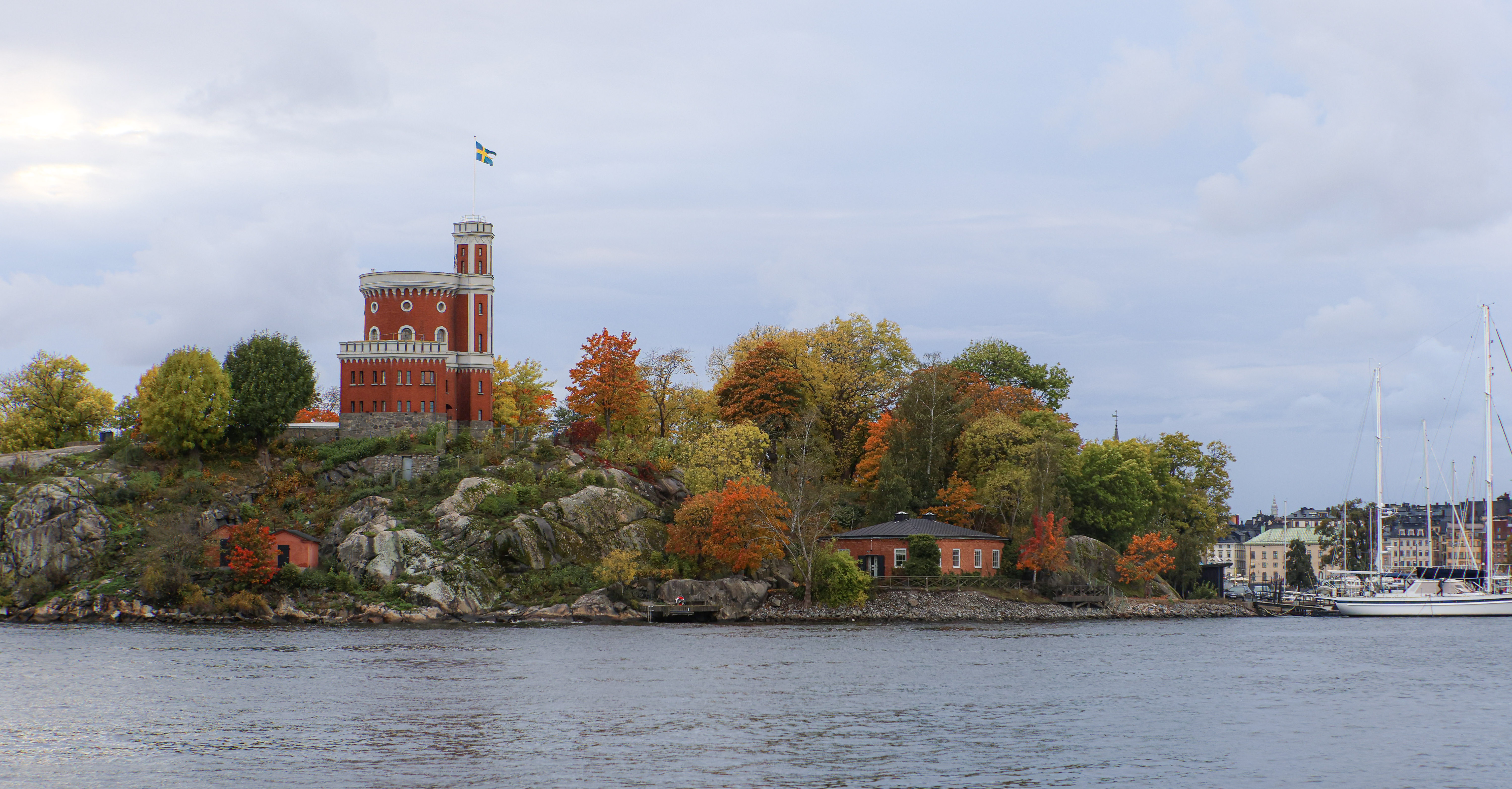
Kastellholmen sedd från Gröna Lund.
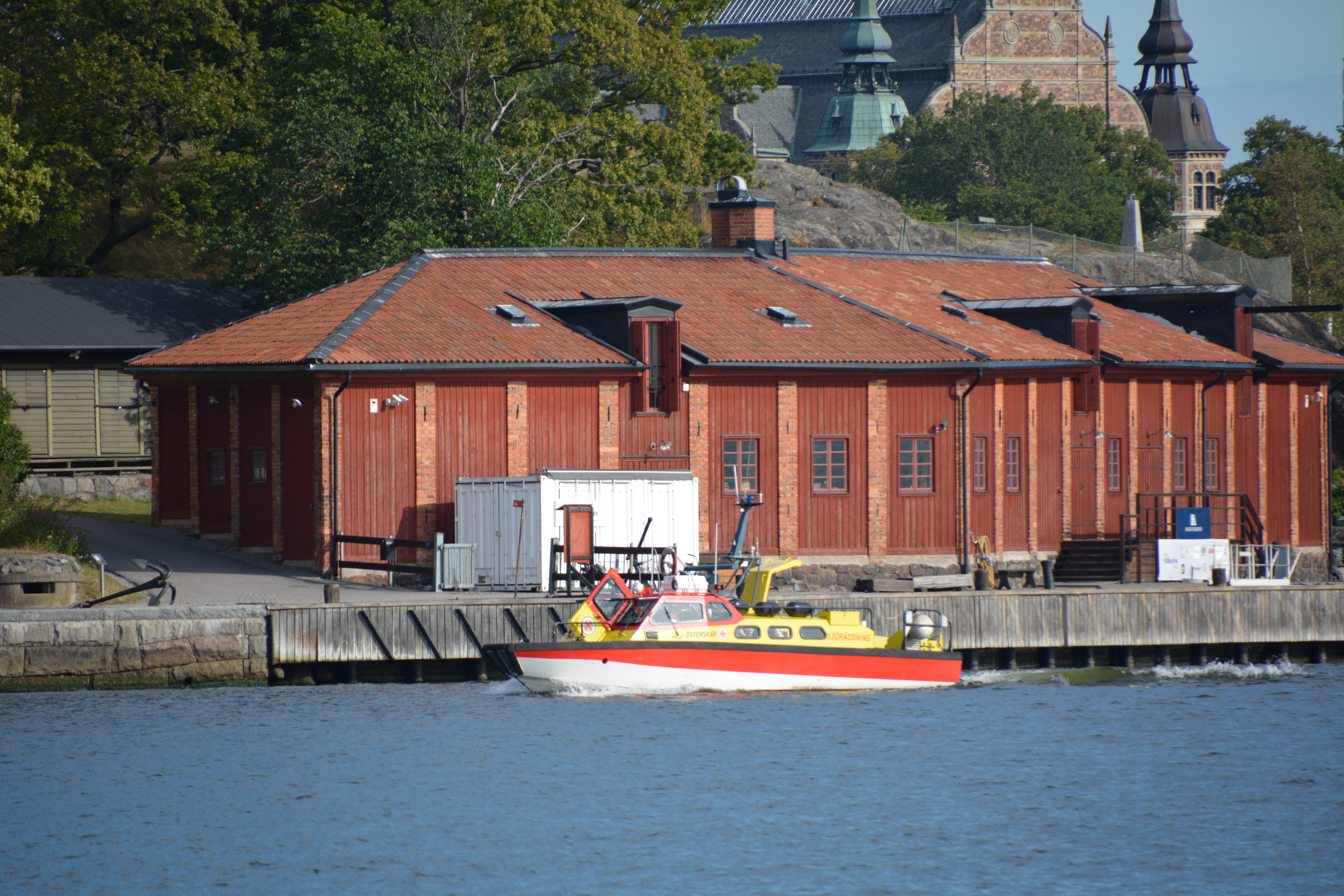
Kolskjulet, med Rescue Österskär framför.
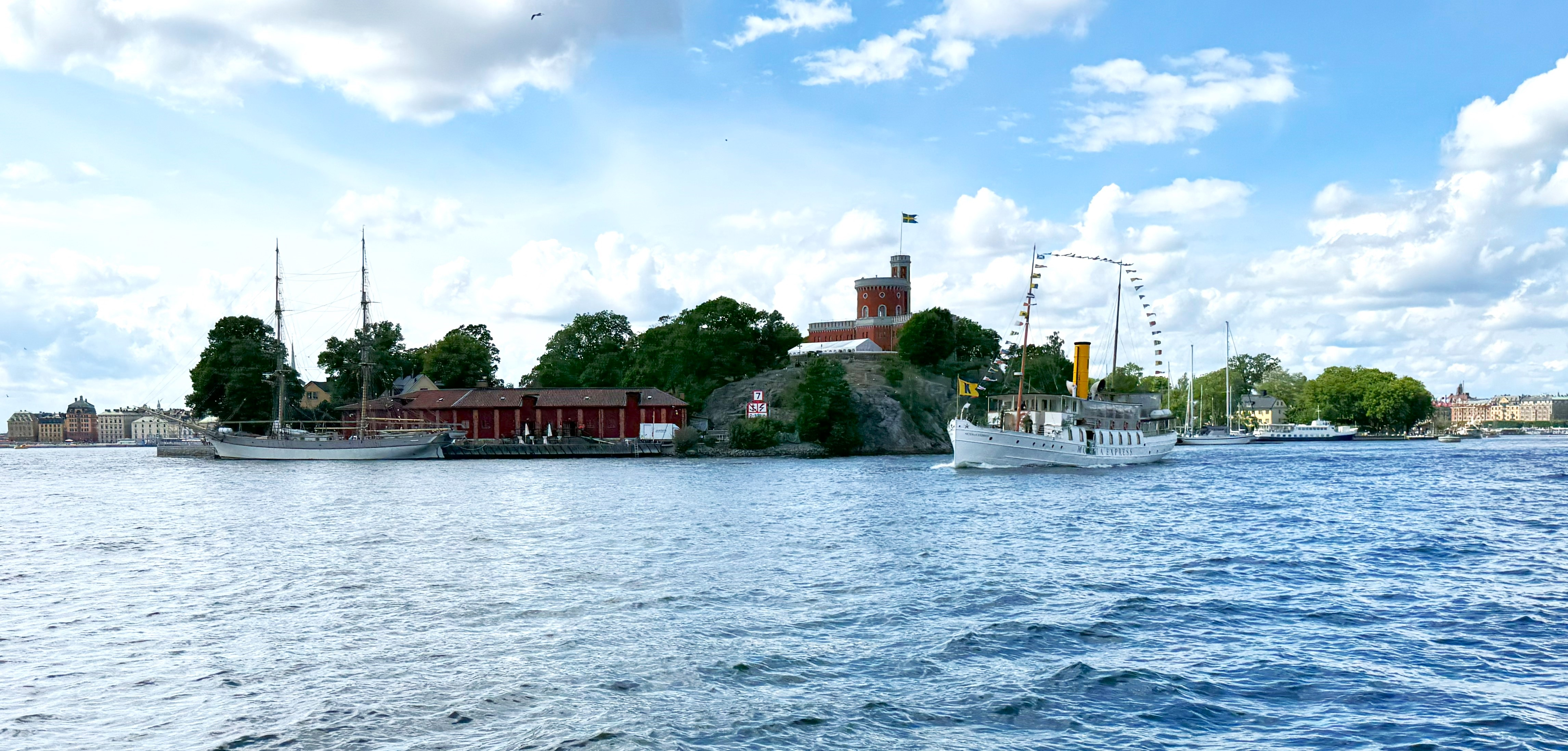
S/S Motala Express i Stockholms ström passerar Kastellholmen. I bakgrunden bland annat briggen Tre Kronor af Stockholm, Kolskjulet och Kastellet.